# Solfara Polizzi
La solfara Polizzi o miniera Polizzi  è stata una miniera di zolfo, sita in provincia di Agrigento nelle vicinanze di Cianciana.
La solfatara, già attiva nel 1839, risulta oggi abbandonata.